# Davi Rodrigues de Jesus
Davi Rodrigues de Jesus (Gravataí, 6 april 1984), ook wel kortweg Davi genoemd, is een Braziliaans voetballer.